# Amfilochiusz (Wakulski)
Amfilochiusz, imię świeckie Antoni Wakulski (ur. 12 września 1862 w Dokudowie, zm. 25 stycznia 1933 w South Canaan) – duchowny prawosławny, misjonarz na Alasce, następnie biskup autonomicznej Metropolii Amerykańskiej.

## Życiorys
Pochodził z chłopskiej rodziny. Wykształcenie podstawowe uzyskał w szkole parafialnej przy monasterze św. Onufrego w Jabłecznej, a następnie na kursach dla służby cerkiewnej przy soborze Narodzenia Matki Bożej w Chełmie. 13 stycznia 1891 złożył wieczyste śluby mnisze, przyjmując imię zakonne Amfilochiusz. 3 marca tego samego roku przyjął święcenia diakońskie z rąk biskupa lubelskiego Flawiana, zaś 21 listopada 1893 został wyświęcony na hieromnicha przez kolejnego biskupa lubelskiego Gedeona. W 1897 arcybiskup chełmski i warszawski Flawian mianował go ekonomem monasteru w Jabłecznej oraz powierzył mu obowiązki misjonarza w dekanacie bialskim, gdzie miał uczestniczyć w umacnianiu prawosławia wśród byłych unitów niechętnych narzuconemu im prawosławiu.
31 sierpnia 1899 rozpoczął naukę na dwuletnich kursach misjonarzy przy Kazańskiej Akademii Duchownej, wybierając wydział mongolistyczny. Oprócz zdobywania praktycznych umiejętności misyjnych uczył się języków mongolskiego i kałmuckiego. W 1900, na prośbę biskupa Aleutów i Alaski Tichona został skierowany do pracy misyjnej na kontynencie amerykańskim. Między styczniem i majem 1901 tymczasowo był proboszczem parafii Trójcy Świętej w Chicago, w czerwcu tego roku przybył na Alaskę.
Kierował misją w delcie Jukonu i Kuskokwin, założoną przez ks. Jakowa Niecwietowa. Założył szkołę dla katechetów, w której pod jego kierunkiem kształcili się przyszli duchowni, poznając w ojczystym języku podstawy teologii i Pismo Święte. W 1908 za wysiłki w pracy misyjnej otrzymał godność ihumena. W 1908 biskup Alaski Innocenty przeniósł go do placówki misyjnej w Forcie św. Michała, co oznaczało kierowanie misją na Czukotce. W ciągu jedenastoletniej pracy misyjnej na Alasce i na Czukotce ochrzcił nawet półtora tysiąca osób. W 1912 na polecenie arcybiskupa Aleutów i Ameryki Północnego Platona został dziekanem parafii prawosławnych w Kanadzie, proboszczem parafii przy soborze w Edmonton i w Rabbit Hill. W 1914 otrzymał godność archimandryty. Rok później biskup Alaski Aleksander wyznaczył go na dziekana wszystkich placówek misyjnych na Alasce oraz na proboszcza soboru św. Michała Archanioła w Sitce. Od 1916 na własne życzenie pracował ponownie na Północnej Alasce. Prośbę o przeniesienie w ten region złożył, widząc, iż pod wpływem misjonarzy metodystycznych i prezbiteriańskich ok. 2/3 wiernych prawosławnych zmieniło wyznanie.
W 1923 otrzymał nominację na biskupa Alaski, wikariusza metropolii amerykańskiej. W celu jej oficjalnego potwierdzenia miał zamiar udać się do Moskwy do patriarchy moskiewskiego i całej Rusi Tichona, jednak okazało się to niemożliwe. Ostatecznie ceremonia chirotonii biskupiej odbyła się w soborze św. Mikołaja w Nowym Jorku pod przewodnictwem metropolity całej Ameryki i Kanady Platona, z udziałem biskupa Chicago Teofila oraz biskupa Detroit Apolinarego. Hierarcha prowadził pracę misyjną na Alasce przez osiem lat. We wrześniu 1931 z powodu złego stanu zdrowia odszedł w stan spoczynku i zamieszkał w monasterze św. Tichona Zadońskiego w South Canaan. Tam też zmarł na zapalenie płuc i został pochowany.
Autor tekstów poświęcony etnografii ludów Alaski oraz życiu ludności prawosławnej na Alasce.